# Rock County (Nebraska)
Rock County ist ein County im Bundesstaat Nebraska der Vereinigten Staaten. Der Verwaltungssitz (County Seat) ist Bassett, das nach J.W. Bassett, einem frühen Rancher dieser Gegend, benannt wurde.

## Geographie
Das County liegt im Norden von Nebraska, ist etwa 30 km von South Dakota entfernt und  hat eine Fläche von 2621 Quadratkilometern, wovon 9 Quadratkilometer Wasserfläche sind. Es grenzt im Uhrzeigersinn an folgende Countys: Keya Paha County, Boyd County, Holt County, Loup County und Brown County.

## Geschichte
Rock County wurde 1888 gebildet. Benannt wurde es nach dem hier vorherrschenden felsigen Boden (rocky soil).
Drei Bauwerke des Countys sind im National Register of Historic Places eingetragen (Stand 12. Februar 2018).

## Demografische Daten

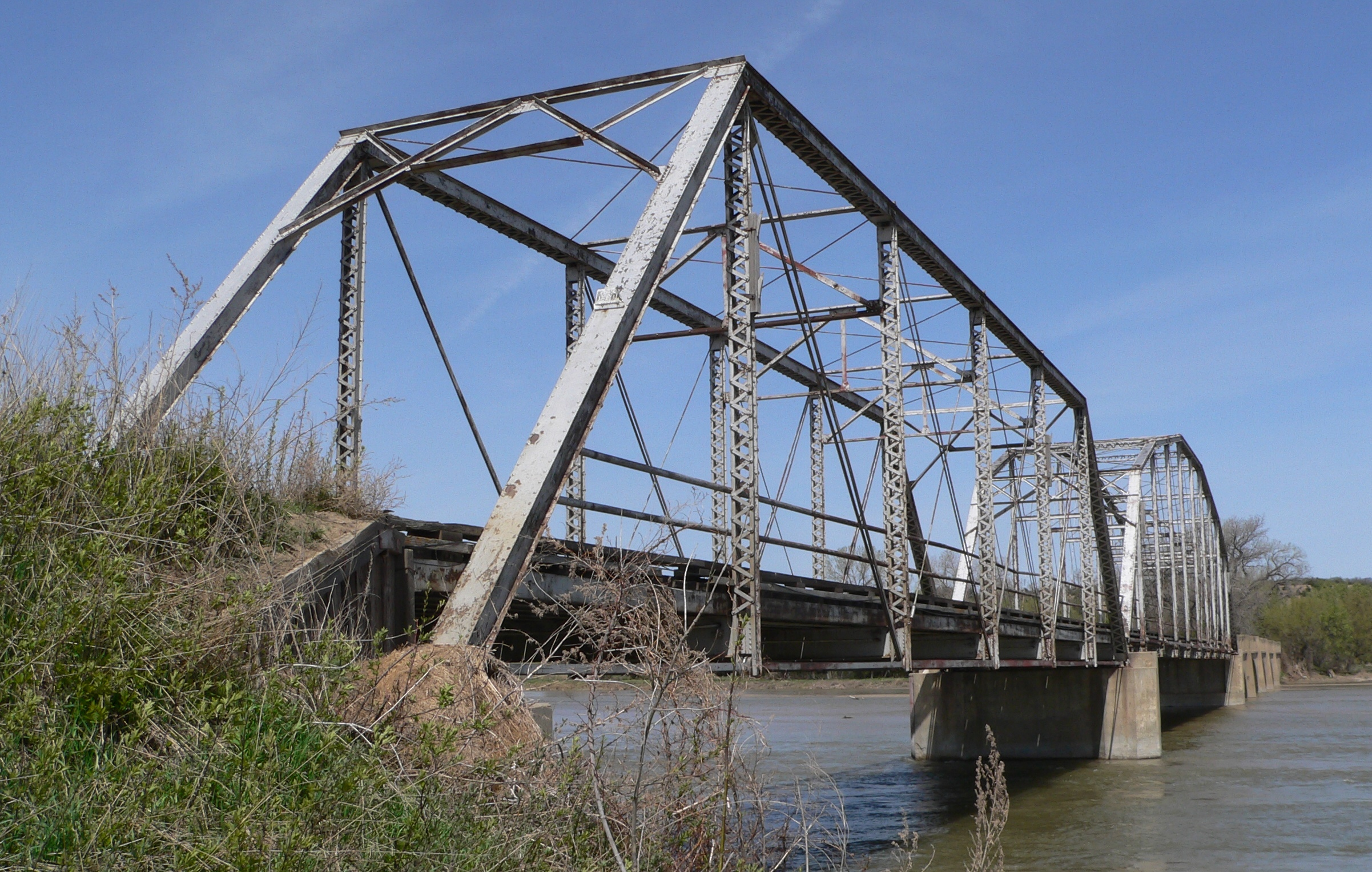
Carns State Aid Bridge, gelistet im NRHP

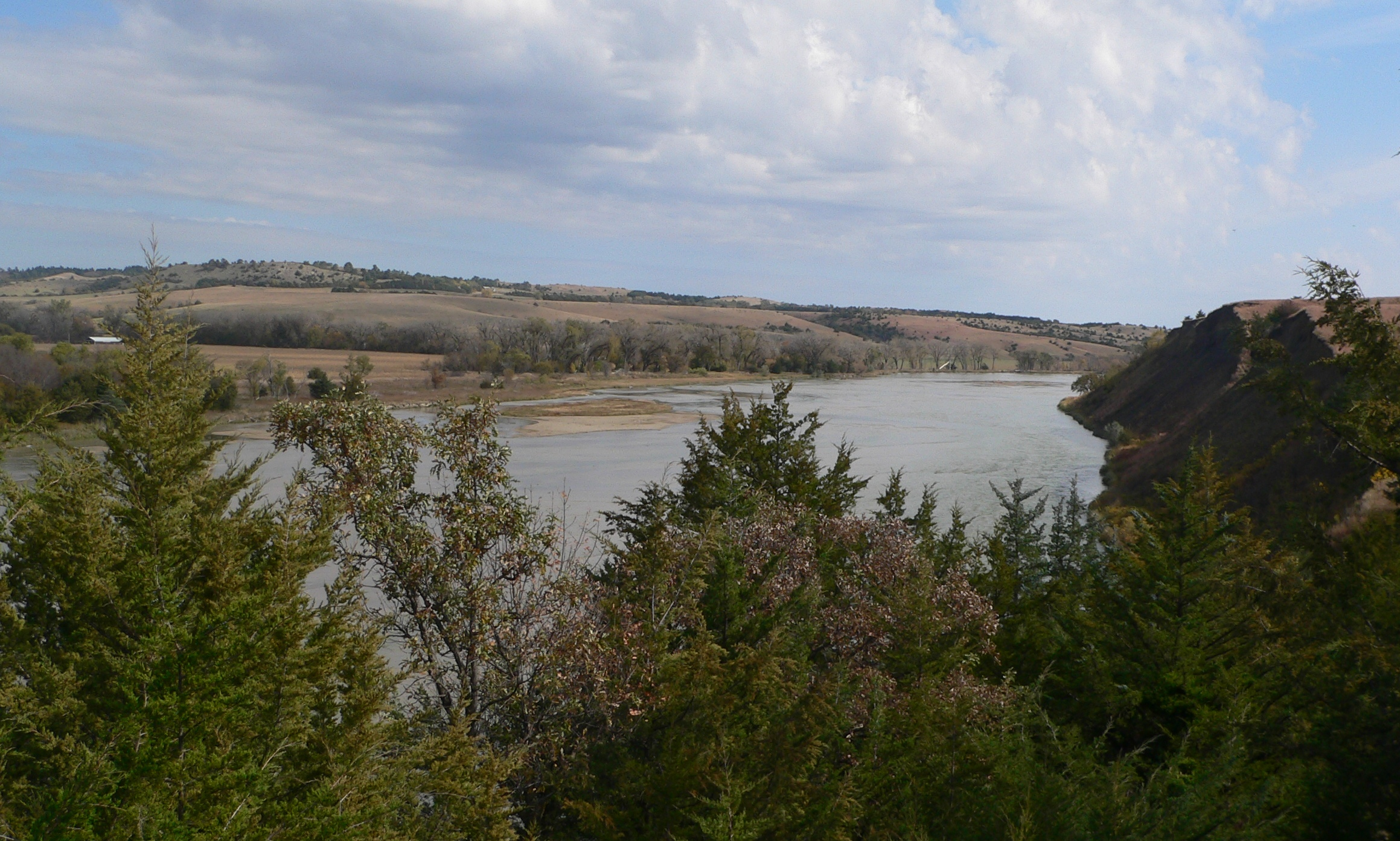
Der Niobrara River

Nach der Volkszählung im Jahr 2000 lebten im Rock County 1756 Menschen in 763 Haushalten und 501 Familien. Die Bevölkerungsdichte betrug 1 Einwohner pro Quadratkilometer. Ethnisch betrachtet setzte sich die Bevölkerung zusammen aus 99,03 Prozent Weißen, 0,46 Prozent amerikanischen Ureinwohnern, 0,17 Prozent Asiaten und 0,06 Prozent aus anderen ethnischen Gruppen; 0,28 Prozent stammten von zwei oder mehr Ethnien ab. 0,51 Prozent der Bevölkerung waren spanischer oder lateinamerikanischer Abstammung.
Von den 763 Haushalten hatten 26,9 Prozent Kinder und Jugendliche unter 18 Jahre, die bei ihnen lebten. 57,4 Prozent waren verheiratete, zusammenlebende Paare, 6,4 Prozent waren allein erziehende Mütter, 34,3 Prozent waren keine Familien, 31,3 Prozent waren Singlehaushalte und in 15,9 Prozent lebten Menschen im Alter von 65 Jahren oder darüber. Die Durchschnittshaushaltsgröße betrug 2,26 und die durchschnittliche Familiengröße lag bei 2,84 Personen.
Auf das gesamte County bezogen setzte sich die Bevölkerung zusammen aus 23,0 Prozent Einwohnern unter 18 Jahren, 6,5 Prozent zwischen 18 und 24 Jahren, 23,6 Prozent zwischen 25 und 44 Jahren, 24,6 Prozent zwischen 45 und 64 Jahren und 22,3 Prozent waren 65 Jahre alt oder darüber. Das Durchschnittsalter betrug 44 Jahre. Auf 100 weibliche Personen kamen 92,3 männliche Personen. Auf 100 Frauen im Alter von 18 Jahren oder darüber kamen statistisch 89,9 Männer.
Das jährliche Durchschnittseinkommen eines Haushalts betrug 25.795 USD, das Durchschnittseinkommen der Familien betrug 29.917 USD. Männer hatten ein Durchschnittseinkommen von 24.167 USD, Frauen 16.490 USD. Das Prokopfeinkommen betrug 14.350 USD. 17,7 Prozent der Familien und 21,8 Prozent der Bevölkerung lebten unterhalb der Armutsgrenze. Davon waren 36,3 Prozent Kinder oder Jugendliche unter 18 Jahre und 14,0 Prozent waren Menschen über 65 Jahre.

## Orte im County
- Bassett
- Duff
- Dyer
- Mariaville
- Newport
- Rose